# سندیکالیسم
سندیکالیسم (فرانسوی: Syndicalisme‎) یک جنبش کارگری و پیشنهادی برای یک نظام اقتصادی و نوعی سوسیالیسم است که به عنوان یک جایگزین برای سرمایه‌داری مطرح می‌شود. این اندیشه که در ابتدای قرن بیستم متولد شد پیشنهاد می‌کند که کارگران، کارخانه‌ها و سازمان‌ها در قالب کنفدراسیون‌ها یا اتحادیه‌ها و سندیکاها سازماندهی شوند. به‌طور کلی سندیکالیسم، نظامی اقتصادی است که در آن صنایع تحت مالکیت کارگران می‌باشد.

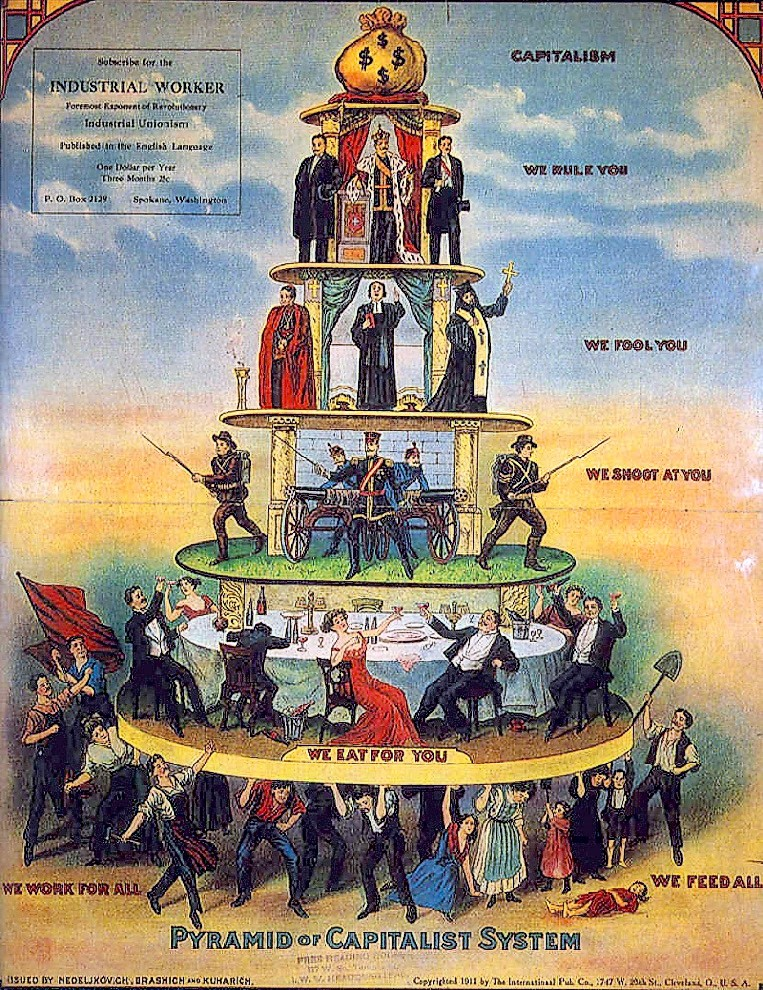
هرم سیستم سرمایه‌داری،‌ تهیه شده توسط کارگران صنعتی جهان در سال ۱۹۱۱

سندیکالیسم در نظریه و عمل از واحدهای تولیدی تعاونی که از متخصصان و نمایندگان کارگران تشکیل شده و بر اساس مذاکره و همکاری به مدیریت اقتصادی می‌پردازند دفاع می‌کند. در این ایدئولوژی، اتحادیه‌های کارگری (سندیکا) و آموزش نیروی کار ابزارهایی بالقوه برای ساقط کردن اقتصادی و اداره جامعه به نفع اکثریت آگاه و ماهر جامعه از راه دموکراسی سندیکایی است.
صنایع و کارخانه‌ها در یک نظام سندیکالیستی از طریق کنفدراسیون تعاونی و همکاری مشترک اداره می‌شود. سندیکاها از طریق شورای کارگری که به صورت تعاونی توزیع کالاهای اقتصادی را تعیین می‌کنند با یکدیگر مرتبط می‌شوند.